# Vintana sertichi
Vintana sertichi — викопний вид примітивних ссавців з клади гондванатерій (Sudamericidae). Існував наприкінці крейди (71-66 млн років тому).

## Скам'янілості
Рештки черепа знайдено у відкладеннях формації Маеварано на західному узбережжі Мадагаскару. Це перший добре збережений череп гондванатерій, до цієї знахідки виявляли лише фрагменти кісток та окремі зуби. Знахідка допомогла встановити зв'язок між багатогорбкозубими (Multituberculata) і хараміїдами (Haramiyida) всередині клади алотерій (Allotheria).

## Опис
Це був досить великий ссавець свого часу, вагою до 9 кг. Череп типового зразка сягав 13 см завдовжки.